# 汪原放
汪原放（1897年—1980年），曾用名家瑾、麟书，笔名白石、士敏、严约、方泉等，男，安徽绩溪人，中国编辑出版家、翻译家，对中国古典小说用新式标点和分段进行整理的第一人。

## 家庭
父亲汪希颜。叔父汪孟邹。